# Phrurolithus festivus
Phrurolithus festivus (C. L. Koch, 1835) è un ragno appartenente alla famiglia Phrurolithidae.

## Biologia
Questo ragno è mirmecofilo, cioè vive in associazione con le formiche; in particolare è stata rinvenuta in associazione con questi imenotteri nelle colonie di Formica fusca Linnaeus, 1758, F. rufa Linnaeus, 1758, F. sanguinea Latreille, 1798, Lasius flavus (Fabricius, 1782), L. fuliginosus (Latreille, 1798), L. niger (Linnaeus, 1758), e le preda..

## Distribuzione
La specie è stata reperita in molteplici località della regione paleartica.

## Tassonomia
Al 2012 non sono note sottospecie e non sono stati esaminati nuovi esemplari.